# انیبال سانتیاگو اکودو
انیبال سانتیاگو اکودو (انگلیسی: Aníbal Santiago Acevedo؛ زادهٔ ۲۸ آوریل ۱۹۷۱) بوکسور اهل ایالات متحده آمریکا است.